# Młynki (województwo wielkopolskie)
Młynki – osada w Polsce położona w województwie wielkopolskim, w powiecie wągrowieckim, w gminie Skoki. Miejscowość wchodzi w skład sołectwa Pawłowo Skockie.
W latach 1975–1998 miejscowość administracyjnie należała do województwa poznańskiego.